# Cairnpapple Hill
Cairnpapple Hill est une colline haute de 312 m ainsi qu'un site archéologique entourant cette dernière. Elle est située à 3 km au nord de Bathgate en Écosse. Au XIXe siècle le site était recouvert par les arbres. En 1947-1948 il a été fouillé par Stuart Piggott qui y a trouvé des monuments préhistoriques. En 1998, Gordon Barclay a étudié le site pour Historic Scotland.